# Aeroporto de Sacheon
O Aeroporto de Sacheon (Hangul: 사천공항, Hanja: 泗川空港; Romanização Revisada do Coreano: Sacheon Gonghang; McCune-Reischauer: Sach'ŏn Konghang) (IATA: HIN, ICAO: RKPS) é um aeroporto localizado em Sacheon, província de Gyeongsang do Sul, na Coreia do Sul. Também serve a cidade de Jinju.
O aeroporto é acessado através da via expressa Gonghangdero. Sacheon sedia a Korea Aerospace Industries, que fabrica aviões, satélites militares e motores de aeronaves. Os T-50 utilizados pela Base Aérea de Sacheon são fabricados pela empresa no lado norte do aeroporto.

## Base aérea
A Força Aérea da Coreia do Sul opera a partir de Sacheon usando treinadores e aeronaves de teste em Jinju, que é a sede do Comando de Treinamento e Educação da Força Aérea da República da Coreia desde 1998.
- 3ª Ala de Treinamento de Voo
  - 213 Esquadrão de Treinamento de Voo
  - 215 Esquadrão de Treinamento de Voo
  - 217 Esquadrão de Treinamento de Voo
  - 236 Esquadrão de Treinamento de Voo

- 52 Grupo de Avaliação de Testes
  - 281 Esquadrão de Avaliação de Testes

- Ala de Treinamento Militar Básico
- Escola de Ciência da Aviação da Força Aérea
- Escola Técnica da Força Aérea